# Iwan Pietrienko
Iwan Grigorjewicz Pietrienko (ros. Ива́н Григо́рьевич Петре́нко, ur. 16 stycznia?/29 stycznia 1904 w Snowśku w guberni czernihowskiej, zm. 3 sierpnia 1950 w Moskwie) – funkcjonariusz radzieckich organów bezpieczeństwa, generał major.

## Życiorys
Urodzony w rodzinie ukraińskiego kowala, w 1917 skończył 4 klasy szkoły kolejowej w Snowsku, od lutego 1918 do lutego 1922 żołnierz Armii Czerwonej, w 1919 kursant szkoły czerwonych dowódców w Żytomierzu, między 1921-1922 kursant charkowskiej szkoły piechoty Armii Czerwonej. Ślusarz, później pracownik kolei, od czerwca 1925 członek WKP(b), kierownik wydziału agitacyjno-propagandowego rejonowego komitetu KP(b)U w Szczorsie, od października 1929 do grudnia 1930 na kursach średniej kadry kierowniczej transportu kolejowego w Moskwie, od grudnia 1934 do marca 1937 studiował w Akademii Transportowej im. Stalina. Od 5 marca 1939 funkcjonariusz NKWD w stopniu majora bezpieczeństwa państwowego, zastępca szefa Zarządu Budownictwa Kolejowego NKWD na Dalekim Wschodzie w mieście Swobodny, od 4 stycznia 1940 do 28 marca 1941 szef Zarządu Amurskiego Poprawczego Obozu Pracy NKWD, od 28 marca 1941 do 8 września 1942 szef Zarządu Burieinskiego Poprawczego Obozu Pracy NKWD, od 8 września 1942 do 4 października 1945 szef Zarządu Niżnieamurskiego Poprawczego Obozu Pracy NKWD, równocześnie od 22 stycznia do 24 maja 1943 szef Zarządu Ałtajskiego Poprawczego Obozu Pracy NKWD, 18 lutego 1943 mianowany inżynierem pułkownikiem, 24 kwietnia 1943 komisarzem bezpieczeństwa państwowego, a 9 lipca 1945 generałem majorem. Od 4 października 1945 do 3 marca 1946 szef Amurskiego Zarządu Głównego Zarządu Łagrów Budownictwa Kolejowego NKWD ZSRR, od 3 marca 1946 do 15 stycznia 1947 szef Zarządu Amurskiego Budownictwa Magistrali Bajkalsko-Amurskiej i Budownictwa nr 500 Głównego Zarządu Łagrów Budownictwa Kolejowego MWD ZSRR, od 15 stycznia do 28 kwietnia 1947 szef Zarządu Wschodniego Budownictwa i Poprawczego Obozu Pracy Magistrali Bajkalsko-Amurskiej MWD, od 28 kwietnia 1947 do 18 czerwca 1948 szef Głównego Zarządu Łagrów Budownictwa Kolejowego MWD ZSRR, od 18 czerwca 1948 I zastępca szefa, a od 24 grudnia 1948 do 3 sierpnia 1950 szef Głównego Zarządu Budownictwa Dalekiej Północy MWD Dalstroj.

## Odznaczenia
- Order Lenina (dwukrotnie - 24 listopada 1942 i 18 maja 1948)
- Order Wojny Ojczyźnianej I klasy
- Order Czerwonego Sztandaru Pracy (20 lipca 1940)
- Order Czerwonej Gwiazdy (28 listopada 1941)
- Odznaka "Zasłużony Funkcjonariusz NKWD" (13 lipca 1946)